# Pulsatilla jarmilae
Pulsatilla jarmilae är en ranunkelväxtart som beskrevs av J.J. Halda. Pulsatilla jarmilae ingår i släktet pulsatillor, och familjen ranunkelväxter. Inga underarter finns listade i Catalogue of Life.